# Hochstellerhof
 (janvier 2018).
Hochstellerhof est un écart de la municipalité allemande de Trulben, dans l'arrondissement du Palatinat-Sud-Ouest et le Land de Rhénanie-Palatinat.
Il est situé à moins de 5 km du pays de Bitche et de la frontière franco-allemande.

## Géographie

### Localisation
Hochstellerhof se trouve dans la partie ouest de la région dite Hackmesserseite, qui chevauche le plateau du Westrich (à l'ouest) et la Vasgovie (à l'est). La localité est située sur une hauteur à une altitude de 430 m environ. À vol d'oiseau, elle est distante d'environ 2 km de Trulben, d'un peu plus de 5 km de Pirmasens, de 14 km de Bitche et de 17 km de Deux-Ponts.

## Histoire
L'écart est fondé en 1745 et doit son origine à une ferme (en allemand Hof).

## Politique et administration
Hochstellerhof forme avec la ferme quasi-adjacente dite Felsenbrunnerhof un district de la municipalité de Trulben. Ce district dispose de huit sièges au conseil municipal.

## Vie culturelle et sportive
La localité à vocation agricole de Hochstellerhof comptait environ 450 habitants en août 2004. Elle possède son propre club sportif, le SV Hochstellerhof, qui est essentiellement actif dans le domaine du football.